# サイモン・ウェブ
サイモン・ウェブ（Simon Webbe、1979年3月30日 - ）は、マンチェスター出身のイギリス人歌手、作詞家、俳優。 人気グループ、ブルーのメンバー。

## 略歴

### デビュー
2001年、リー・ライアン、ダンカン・ジェイムス、アントニー・コスタと共にブルーを結成し、歌手としてのキャリアをスタートさせる。ブルーのアルバムに収録されている曲はほとんどメンバー自身によって作詞されている。
2001年のデビュー以来、ブルーは「All Rise」（全英チャート4位）、「Too Close」（1位）、「If You Come Back」（1位）、「Fly BY II」（6位）、「One Love」（3位）、エルトン・ジョンをフィーチャリングした「Sorry Seems To Be The Hardest Word」（1位）、「U Make Me Wanna」（4位）、「Guilty」（2位）、スティーヴィー・ワンダー、アンジー・ストーンをフィーチャリングした「Signed, Sealed, Delivered (I'm Yours)」（11位）、「Breathe Easy」（4位）、「Bubblin'」（9位）といった多数のヒット曲をリリースした。
2004年にはベスト盤をリリースし全英アルバムチャート6位を記録。シングル「Curtain Falls」もシングルチャート4位を記録した。この後、ブルーは活動を休止する。

### アルバム『サンクチュアリ』
2005年8月22日にソロ・デビュー・シングル「Lay Your Hands」をリリースし、全英チャート4位を記録。2枚目のシングル「No Worries」も同チャート4位を記録し、ブルーのメンバーで唯一トップ10に2曲ランクインさせた（ブルーのメンバーは全員活動休止後、ソロ活動をしている）。
デビュー・アルバム『サンクチュアリ』は、全英アルバムチャートで1週目28位に終わるが、最終的には最高位7位をマークした。
同アルバムからのサード・シングル「After All This Time」は2006年2月に発売されたがこちらは最高16位におわった。

### アルバム『グレース』
2006年10月30日、ニュー・アルバムからのシングル「Coming Around Again」をリリース。メディアには期待されたが、サイモン自身失望するチャート12位におわる。
同年11月13日にセカンド・アルバム『グレース』をリリース。アルバムチャート11位におわる。
同アルバムからの2枚目のシングル「My Soul Pleads for You」は2007年2月19日にリリースされたが、シングルチャート45位とこちらも不本意な結果におわってしまう。
同年5月21日から6月まで、ソロ活動として初めてのツアーを決行する。ツアーはケンブリッジとロンドンで18回公演した。
6月の始め、映画『ファンタスティック・フォー:銀河の危機』のタイトルトラックにサイモンの曲が使われることとなったため、ダブルAサイドシングル「Grace/Ride the Storm」をリリースしたがチャート最高36位におわっている。
ヨーロッパでは同シングルの代わりに「Seventeen」を発売したがヒットには至らなかった。

### 「Run」
2007年のツアー中、新曲「Run」をパフォーマンスしており、同曲が次のシングルになると予定されており、同名のアルバムもリリース予定であったが、ブルーの再結成により延期となった。

### 俳優として
俳優業にもチャレンジしており、2004年にはラブ・コメディ映画『The Truth About Love』に出演し、ジェニファー・ラブ・ヒューイット、ダグレイ・スコットと共演した。
2006年にイギリスの映画『Rollin' With The Nines』に出演。

## 私生活
1997年に離婚した妻との間に娘がいる。
シュガーベイブスのメンバー、キーシャ・ブキャナンは従妹である。

## ディスコグラフィ

### スタジオ・アルバム
- 『サンクチュアリ』 - Sanctuary (2005年)
- 『グレース』 - Grace (2006年)
- Smile (2017年)

### シングル
| 年   | タイトル                 | 最高位 | 最高位   | 最高位   | 最高位     | 最高位       | 最高位           | 最高位 | 最高位     | 収録アルバム   |
| 年   | タイトル                 | UK     | イタリア | オランダ | ポーランド | アイルランド | ニュージーランド | ドイツ | ヨーロッパ | 収録アルバム   |
| ---- | ------------------------ | ------ | -------- | -------- | ---------- | ------------ | ---------------- | ------ | ---------- | -------------- |
| 2005 | "Lay Your Hands"         | 4      | 2        | —        | —          | 21           | 30               | 48     | 9          | サンクチュアリ |
| 2005 | "No Worries"             | 4      | 11       | —        | —          | 30           | 7                | 59     | 16         | サンクチュアリ |
| 2006 | "After All This Time"    | 16     | 47       | 3        | —          | —            | —                | —      | 89         | サンクチュアリ |
| 2006 | "Coming Around Again"    | 12     | 15       | 11       | 33         | —            | —                | 37     | 55         | グレース       |
| 2007 | "My Soul Pleads for You" | 45     | 47       | —        | —          | —            | —                | —      | —          | グレース       |
| 2007 | "Seventeen"              | —      | —        | —        | —          | —            | —                | 100    | —          | グレース       |
| 2007 | "Grace/"Ride the Storm"  | 36     | —        | —        | —          | 49           | —                | —      | 168        | グレース       |